# Stig Sollander
Stig Oskar "Solla" Sollander, född 25 juni 1926 på Frösön i Jämtland, död 12 december 2019 på Frösön, var en svensk utförsskidåkare och bowlare.

## Biografi
Sollanders första olympiska deltagande var i Sankt Moritz 1948. Han tog VM-brons i alpin kombination för herrar vid världsmästerskapen i alpin skidsport 1954 i Åre i Sverige. Vid olympiska vinterspelen 1956 i Cortina d'Ampezzo i Italien tog han Sveriges första olympiska medalj i alpin skidsport, ett brons i slalom. 
Under OS 1956 var tävlingarna i utförsåkning samtidigt FIS:s VM i sporten. Därför genererade Stig Sollanders OS-brons samtidigt ett VM-brons i slalom, och eftersom han fick bra resultat även i storslalom (16:e) och störtlopp (10:e) vann han även ett VM-brons i alpin kombination. Denna gren hölls dock utanför det olympiska programmet och hade ingen motsvarande olympisk medalj.
Stig Sollander tävlade för IFK Östersund fram till november 1951, och därefter för Östersund-Frösö Slalomklubb (en sammanslagning av slalomsektionerna i IFK Östersund och Frösö IF) och vann under sin karriär fyra individuella alpina SM-guld.
Sollander var gift med Monika Charlotta Sollander från 1949 till sin död. De fick sex barn. Dottersonen Bobo Sollander är allsvensk fotbollsspelare i Östersunds FK.

## Olympiska resultat
- 1948 – Sankt Moritz: 40:e i störtlopp, oplacerad i nordisk kombination (29:a + startade ej)
- 1952 – Oslo: 5:a i slalom, 6:a storslalom, föll ur i störtlopp
- 1956 – Cortina d’Ampezzo: 3:a i slalom, 10:a i störtlopp, 16:e i storslalom